# 吴怀清
吳懷清（1864年—1928年），字廉期，號蓮溪，陝西省山陽縣人。清末政治人物。

## 生平
吳懷清祖上原籍湖北省通山縣西泉畈。乾隆中期，祖父舉家遷徙至陝西省山陽縣董家溝。吳懷清生而岐嶷精明，次年太平军扶王陈德才攻陷山阳，“道人方襁褓，匿岩洞噤不得啼，如是者数年”。故終身不愛言談，口齿呐呐。光緒十六年（1890年）庚寅科二甲進士，同年五月，改翰林院庶吉士。光緒十八年五月，散館，授翰林院編修。入國史館，“终日低头伏案，不曾有高谈雄辩，炫异同人”。光緒二十九年（1903年）出任山東鄉試副考官。宣統二年（1910年）任翰林院秘書郎、資政院議員等，賞戴花翎。1914年撰《清史稿》之〈地理志〉陝西一卷、〈食貨志〉征榷卷。1928年去世。

## 著作
- 《關中三李年譜》